# Borislav Mihaylov
Borislav Biserov Mihaylov - em búlgaro, Борислав Бисеров Михайлов (Sófia, 12 de fevereiro de 1963) é um ex-futebolista búlgaro que atuava como goleiro. É o atual presidente da Federação Búlgara de Futebol.
É mais conhecido como Mikhailov no Ocidente. A romanização mais de acordo com o búlgaro de seu sobrenome é, entretanto, Mihaylov.

## Carreira
Revelado pelo Levski Sófia em 1981, Mihaylov também jogou por Belenenses, Mulhouse, Botev Plovdiv, Reading e Slavia Sófia, onde se destacou por sua agilidade e reflexos. Aposentou-se em 1998, depois de uma única partida pelo FC Zürich.

## Seleção Búlgara
Tendo feito sua estreia pela Seleção Búlgara de Futebol em maio de 1983, num amistoso contra a Seleção Cubana, Mihaylov foi titular nos 4 jogos de sua equipe na Copa de 1986.
Após não conseguir levar a Bulgária às Eurocopas de 1988 e 1992 e também para a Copa de 1990, o goleiro foi um dos destaques da Seleção na Copa de 1994, realizada nos Estados Unidos, parando apenas na semifinal contra a Itália. Na disputa pelo terceiro lugar, Mihaylov não repetiu as boas atuações e terminou levando 4 gols da Suécia. Revoltado com seu desempenho, foi substituído pelo reserva Plamen Nikolov no intervalo. Quando a Bulgária, que até então nunca vencera um jogo de Copa, chegou às quartas-de-final, fez uma promessa inusitada: se a equipe vencesse a competição, jogaria sua peruca para os torcedores.
Mesmo assim, sua titularidade foi mantida na Eurocopa de 1996, quando a Bulgária manteve praticamente boa parte do elenco que jogou a Copa dos Estados Unidos e foi eliminada na fase de grupos. Não foi convocado para nenhum jogo em 1997, voltando em maio de 1998 para disputar sua 102ª e última partida pela Bulgária (um amistoso contra a Argélia, vencido pelos balcânicos por 2 a 0).
Na Copa da França, perdeu a titularidade para Zdravko Zdravkov, seu reserva na Eurocopa de 1996, que não evitou a eliminação do envelhecido time búlgaro na primeira fase.

## Presidente da Federação Búlgara
Entre 2001 e 2005, o ex-goleiro foi vice-presidente da Federação Búlgara de Futebol, quando substituiu Ivan Slavkov na presidência da entidade, onde permanece até hoje.

## Vida pessoal
Seu pai, Biser Mihaylov, também foi goleiro e jogou toda a carreira no Levski Sófia (1961 a 1975). Ele também é pai de Nikolay, que também atua como goleiro e chegou a integrar o elenco do Liverpool entre 2007 e 2010, não tendo atuado nenhuma vez pelos Reds, além de ser convocado para a Seleção Búlgara desde 2006. Elinor, sua filha mais nova, é tenista.